# Reserve-Polizei-Bataillon 65
Das Reserve-Polizei-Bataillon 65 war eine militärische Einheit der Ordnungspolizei im nationalsozialistischen Deutschland und wurde im Zweiten Weltkrieg eingesetzt.

## Hintergrund und Aufstellung
Die deutsche Ordnungspolizei war ein zentrales Instrument des Sicherheitsapparats des nationalsozialistischen Deutschlands. In der Vorkriegszeit arbeiteten der Reichsführer SS Heinrich Himmler und der Chef der Ordnungspolizei Kurt Daluege zusammen, um Polizeieinheiten der Weimarer Republik in militarisierte Formationen umzuwandeln. Diese sollten bereit sein, den Eroberungs- und Vernichtungszielen des NS-Regimes zu dienen. Für die Besetzung Polens im September 1939 wurden die Polizeitruppen zunächst in Bataillonen der Ordnungspolizei formiert, wo sie zu Sicherheits- und Polizeizwecken eingesetzt wurden und auch an Hinrichtungen und Massendeportationen teilnahmen.
Das Reserve-Polizei-Bataillon 65 wurde am 1. September 1939 in Recklinghausen und Gelsenkirchen aus Reservisten des Verstärkten Polizeischutzes und aktiven Offizieren der Polizeitruppe gebildet.

## Einsatz
Der neu aufgestellte Verband wurde von deutscher Seite nicht mehr beim Angriffskrieg gegen Polen eingesetzt.
Man hatte über längere Zeit Schwierigkeiten, eine ausreichende Zahl von Polizisten für die Einheit zu rekrutieren. Diese Situation war im Mai 1940 beim Beginn des Angriffs im Westen noch nicht überwunden und daher mussten die Mannschaften in das in Köln aufgestellte Polizei-Bataillon 66 wechseln, das schon bald darauf in Frankreich eingesetzt wurde. Neue jüngere Rekruten und Reservisten aus Gelsenkirchen-Buer, Bottrop und Recklinghausen bildeten das neue Bataillon. Die ursprünglich aufgestellte 4. schwere Kompanie mit ihren zwei Maschinengewehr- und einem Panzerabwehr-Zug wurde aufgelöst. Während die Männer der MG-Züge auf die ersten drei Kompanien aufgeteilt wurden, ist die weitere Verwendung des Panzerabwehr-Zugs unbekannt.

### Niederlande
Zwischen Mitte Mai und Anfang Juni 1940 wurde der Verband in die eben von der Wehrmacht besetzten Niederlande verlegt. Dort war der Verband in Zwolle und Kampen stationiert. Am Einsatzort wurde die unzureichende Ausbildung der Reservisten weitergeführt und Bewachungsaufgaben wurden wahrgenommen. Hierbei unterstand der Verband dem Befehlshaber der Ordnungspolizei Den Haag, Generalmajor der Polizei Otto Schumann. Eine Meldung vom 1. Juli deutet darauf hin, dass der Nachrichten-Zug und der Bataillons-Stab zu dieser Zeit in Zwolle Quartier bezogen hatten. Eine weitere Meldung vom 20. August 1940 belegt, dass die Einheit inzwischen mit fast 600 Mann die volle Stärke eines Polizei-Bataillons erreicht hatte.

### Verlegung in die Heimatgarnison
Mitte Dezember 1940 wurde der Verband durch das Polizei-Bataillon 68 abgelöst und konnte wieder nach Recklinghausen in die Heimatgarnison zurückkehren. Bis zum 26. Mai 1941 lagen der Stab/und die 3. Kompanie/Pol.-Bat. 65 in Recklinghausen, die 1. Kompanie/Pol.-Bat. 65 in Gelsenkirchen-Buer und die 2. Kompanie/Pol.-Bat. 65 in Bottrop. Wieder wurde die Zeit der Heimatstationierung für den Austausch von Personal genutzt und einige jüngere Rekruten oder Männer anderer Einheiten wurde eingegliedert.

### Heilsberg/Ostpreußen
Ende Mai erfolgte die Verlegung des Bataillons nach Ostpreußen. In Heilsberg erhielt der Verband eine erste Feldpostnummer (Fpn 38608), um den Verband ins Feldpost-System der Wehrmacht einzufügen. Schon während einer Konferenz in Graz am 16. April 1941 hatten Heinrich Himmler, Kurt Daluege und der Generalquartiermeister des OKH, Wagner, die Aufgaben der Ordnungspolizei im kommenden Russland-Feldzug besprochen. Im Ergebnis war nun das Bataillon organisatorisch der 285. Sicherungs-Division der Wehrmacht unterstellt. Mit dieser Division sollte das Bataillon im rückwärtigen Raum der Heeresgruppe Nord für Sicherheit sorgen.

### Tilsit
Kurz vor dem Beginn der Angriffsoperationen verlegte das Bataillon nach Tilsit und bereits am 26. Juni erreichte es Litauen. Hier bezogen der Stab, die 1. und 2. Kompanie Quartier in der Zitadelle von Kaunas und die 3. Kompanie in Siaulai (dt. Schaulen) für 10 Tage Quartier. In dieser Zeit kam es in Kaunas im Fort Nr. VII zu einem Massaker an 2977 jüdischen Zivilisten. Eine Beteiligung der 2. Kompanie wurde untersucht, konnte aber nicht nachgewiesen werden. Die Ereignisse in dieser Zeit und die Anwesenheit des Bataillons sprechen jedoch dafür, dass der Verband an Verbrechen gegen die Menschlichkeit beteiligt gewesen sein dürfte. Als Indiz wird die geringe Anzahl der Verluste des Bataillons bis Dezember 1941 angesehen, da die Verlustzahlen in Gefechten mit gegnerischen Streitkräften üblicherweise höher waren.

### 3. Kompanie/Pol.-Bat. 65 im Wald von Kuziai
Zwischen dem 26. Juni und dem 4. Juli 1941 war die 3. Kompanie an einer „Säuberungsaktion“ gegen jüdische Bürger aus Kaunas im Wald von Kuziai beteiligt. Diese Tötungsaktion ist mit einem kurzen Film dokumentiert worden.

### Verlegung nach Lettland
Noch im Juli 1941 verlegte das Bataillon nach Lettland, wo die 1. Kompanie in Rezeken (dt. Rositten) Station machte. Der ganze Verband marschierte weiter und überschritt Ende des Monats die russische Grenze.

### Vormarsch mit dem I. Armeekorps
Mit der 3. Kompanie im Raum Pskov, war das Polizei-Bataillon 65 ab dem 27. Juli vorübergehend der 21. Infanterie-Division unterstellt. Damit gehörte der Verband zum I. Armeekorps, das am 15. August die Stadt Novgorod einnahm. Die nördlich auf der linken Flanke operierenden Einheiten des L. Armeekorps eroberten Ende August 1941 Luga.

### Luga
Nach dem weiteren Vorstoß der deutschen Streitkräfte wurde Luga Teil des Rückwärtigen Heeresgebietes 101. Das Polizei-Bataillon 65 wurde in diese Stadt verlegt und richtete dort ein längerfristiges Quartier ein. Es übernahm die Bewachung von Fabriken und Werkstätten, aber auch die Bewachung von Kriegsgefangenen. Einzelne Truppenteile des Bataillons waren in Ivanovskoje, Pljussa, Nikolajev und Strugi-Krasnyye (Belaya) eingesetzt. Auch in diesem Einsatzraum wird von einer Beteiligung der 3. Kompanie des Verbandes an Aktionen gegen die jüdische Bevölkerung ausgegangen.

### Estnisches-Schuma-Bataillon 38
Am 29. August 1941 wurde vom Befehlshaber des Rückwärtigen Heeresgebietes 101, General der Infanterie Karl von Roques, befohlen, dass das Polizei-Bataillon 65 einen Verbindungsoffizier und vier Unteroffiziere für die Aufstellung eines estnischen Hilfsbataillons abzustellen hat. Diese Weisung wurde am 3. September vom Höheren-SS-Polizeiführer Prutmann bestätigt, der den Kommandeur des Polizei-Bataillon 321, Major der Schutzpolizei Petersen, zum Leiter der Rekrutierung machte. Neben dem Polizei-Bataillon 65 sollten drei weitere Bataillone jeweils ein estnisches Freiwilligen-Bataillon bei der Aufstellung unterstützen. Die neue Einheit für das Polizei-Bataillon 65 wurde in Viljandi aufgestellt und sollte dann ebenfalls der 285. Sicherungs-Division unterstellt sein.

### Fronteinsatz

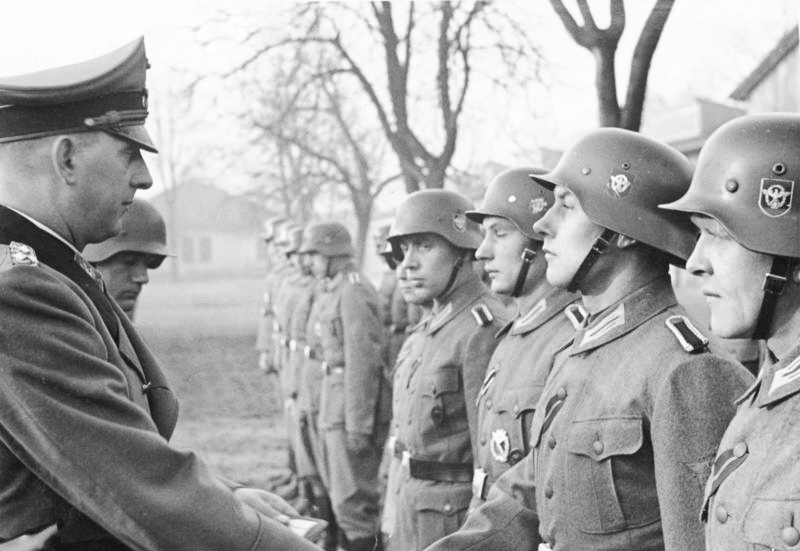
Kurt Daluege überreicht Cholmschild, 1942

Im Januar 1942 kam es an der Front südlich des Ilmensees zu einer Krise. Die deutsche Führung befahl diverse Reserve- und Sicherungsverbände an die stark gefährdeten Frontabschnitte. Die drei Kompanien kamen unter der Führung des Stellvertretenden Bataillonskommandeurs, Hauptmann der Schutzpolizei Walter Grundmann, als Teil der Kampfgruppe Scherer gemeinsam mit Teilen der 218. Infanterie-Division und anderer Truppenteile zum Einsatz. Der sowjetische Vorstoß führte am 19. Januar zur Bildung des Kessels von Cholm. Die nicht zum Kampfeinsatz abkommandierten Bataillonsteile wie der Stab, der Tross und die Fahrzeugstaffel verblieben unter dem Befehl von Major der Schutzpolizei Kleine in Luga. In der Zeit vom 1. Januar bis 31. Mai 1942 fielen 105 Polizisten hauptsächlich bei Cholm und 18 galten als vermisst.
Am 5. Mai 1942 wurde der Belagerungsring um die in Cholm eingeschlossenen Truppen von deutschen Entsatztruppen durchbrochen. Die Reste der vom Bataillon gebildeten Kampfgruppe wurden sofort nach Luga zurückverlegt, doch war die Zahl der Männer gering. Hier trafen die Überlebenden auf den Stab und die anderen Verbandsteile. Nachdem der Verband wieder offiziell vollständig der 285. Sicherungs-Division zugehörig war, wurde dem Bataillon der Ehrenname Cholm verliehen.

### Polen
Im Juni wurde das Bataillon vom Polizei-Bataillon 61 abgelöst und verlegte nach Brunowice in der Nähe von Krakau. Dort wurde der Verband aufgefrischt und neu gegliedert. Personeller Ersatz für die Verluste kam aus Gelsenkirchen-Buer und aus der Polizei-Kompanie Ost.
Für die Erholung vom Fronteinsatz in Cholm wurden dort eingesetzte Angehörige des Bataillons zu einem Lehrgang in den Bergen von Zakopane in Südpolen befohlen. Hier wurde diesen Männern Ski-Unterricht erteilt.
Am 9. Juli 1942 wurde der Verband als I. Bataillon »Cholm« dem Polizei-Regiment 25 unterstellt und verblieb bei Krakau. Dort bewachten sie u. a. den Verwaltungssitz des Generalgouverneurs Hans Frank, den Dienstsitz des Befehlshabers der Ordnungspolizei und weitere Objekte. Insbesondere Teile der 1. und 3. Kompanie wurden zu Festnahmen, Absperrungen, Transportbegleitungen und Erschießungen bei Aktionen gegen Juden sowie Geiselerschießungen herangezogen. Auch polnische Zivilgefangene aus dem Polizeigefängnis Montelupich in Krakau wurden von Angehörigen aller drei Kompanien und polnische Polizisten von den Angehörigen der 1. Kompanie erschossen.

### Dänemark
Im Mai 1943 wurde das Bataillon von Lublin nach Kopenhagen zur Verfügung des Reichsbevollmächtigten Werner Best verlegt. Neben eher gewöhnlichen Aufgaben nahm es an der Deportation der Juden aus Dänemark teil, stellte Bewachung für das Lager Horserød und begleitete Transporte von Juden und sonstigen Gefangenen in reichsdeutsche Konzentrationslager. Am 24. Februar 1944 wurde die Einheit nach Salzburg verlegt.

## Kommandeure
- Major der Schutzpolizei Ernst Weis: September 1939 bis November 1939
- Major der Schutzpolizei Walter Barkholt: November 1939 bis Januar 1942
- Major der Schutzpolizei Joachim Kleine: Januar 1942 bis November 1944